# Dorian Missick
Dorian Missick (East Orange, 15 januari 1976) is een Amerikaans acteur.

## Biografie
Missick werd geboren in East Orange maar groeide op in Plainfield (New Jersey), Decatur (Georgia) en Brooklyn (New York).

## Filmografie

### Films
Uitgezonderd korte films.
- 2024 Shirley - als Ron Dellums
- 2023 The Burial - als Reggie Douglas
- 2019 Paper Friends - als Carson
- 2019 Truth - als Stewart Cooper
- 2018 The Finest - als John / Terrell Archer
- 2018 Brian Banks - als Mick Randolph
- 2018 Jinn - als David
- 2018 All Rise - als Asa Briggs
- 2016 Brothers in Atlanta - als Jay
- 2016 9 Rides - als chauffeur
- 2015 The Summoning - als Wayne
- 2014 Annie - als Annie's 'vader'
- 2014 Paging Dr. Freed - als Eric
- 2014 Deliver Us from Evil - als Gordon
- 2013 Big Words – als John
- 2013 Things Never Said – als Steve
- 2011 Mooz-lum – als professor Jamal
- 2010 The Bounty Hunter – als Bobby Jenkins
- 2009 Lenox Avenue – als Sellars
- 2008 Rachel Getting Married – als dinergast
- 2008 Jury of Our Peers – als Dashawn
- 2008 Love Me Through It – als acterende coach
- 2008 Bad Mother's Handbook – als Dr. Stoller
- 2007 Mama's Boy – als Mitch
- 2007 Alibi – als Luis Nelson
- 2006 Premium – als Cool
- 2006 Lucky Number Slevin – als Elvis
- 2006 Freedomland – als Jason Council
- 2005 Two Guns – als ??
- 2004 The Manchurian Candidate – als Owens
- 2004 50 Ways to Leave Your Lover – als Rob
- 2003 Undermind – als rapper
- 2003 Crime Partners – als James Brown
- 2002 Two Weeks Notice – als Tony
- 2000 Shaft – als jongeman
- 1998 Two Way Crossing – als Leon

### Televisieseries
Uitgezonderd eenmalige gastrollen.
- 2020 - 2021 All Rise - als DJ Tailwind - 2 afl.
- 2021 Rebel - als Rick - 2 afl.
- 2020 - 2021 For Life - als Jamal Bishop - 23 afl.
- 2018 - 2019 Tell Me a Story - als Sam Reynolds - 8 afl.
- 2018 Luke Cage - als Dontrell 'Cockroach' Hamilton - 4 afl.
- 2016 - 2017 Animal Kingdom - als Patrick Fischer - 6 afl.
- 2016 Zoe Ever After - als Gemini Moon - 8 afl.
- 2012 - 2015 Haven - als Tommy Bowen - 7 afl.
- 2015 The Brink - als agent - 2 afl.
- 2012 - 2013 Lenox Avenue - als Sellars - 8 afl.
- 2012 - 2013 Southland – als rechercheur Ruben Robinson – 18 afl.
- 2011 The Cape – als Marty Voyt – 10 afl.
- 2006 – 2007 Six Degrees – als Damian Henry – 13 afl.
- 2006 Conviction – als Frank Jeffers – 2 afl.

### Computerspel
- 2006 Grand Theft Auto: Vice City Stories – als Victor Vance

- Bibliothèque nationale de France: cb15119912w (data)
- International Standard Name Identifier: 0000 0000 7847 3415
- Library of Congress Control Number: no2007040153
- Virtual International Authority File: 19453472
- WorldCat: E39PBJxWP7p6WRVB6k988TF9Xd